# Heinrich Knief
Heinrich Knief war ein deutscher Beamter und Senator im Senat der Freien Hansestadt Bremen (DDP).

## Biografie
Knief war als Steuersekretär beim Katasteramt Bremen tätig. 
Er wurde 1918/19 Mitglied der liberalen Deutschen Demokratischen Partei (DDP). Er war nach dem Ersten Weltkrieg von 1920 bis 1925 Senator im Senat unter Bürgermeister Martin Donandt (Parteilos).
Siehe auch
- Liste der Bremer Senatoren